# 遙遠時空2
《遙遠時空2》是光榮開發並發行的戀愛冒險遊戲，為遙遠時空系列第2部遊戲。2001年9月發行於Windows平台。2002年推出PlayStation 2版，2005年推出PlayStation Portable版。

## 角色

### 主角
高倉花梨
聲 - 川上倫子（聲音僅於廣播劇CD、OVA出演。遊戲中沒有語音）
16歲（根據生日設定不同可以是15歲）。身高160cm。象徵物：蒲公英。
白龍神子。

### 八葉
院側八葉
源賴忠
聲 - 三木真一郎
天之青龍。清和源氏武士。
26歲。身高185cm。10月12日出生。A型。五行屬性：木。八卦：巽。自然：風。象徵物：白梅。
伊里
聲 - 高橋直純
天之朱雀。寺院的實習僧兵。立場中立但較偏院側。
17歲。身高172cm。7月31日出生。O型。五行屬性：火。八卦：離。自然：火。象徵物：蓮華。
藤原幸鷹
聲 - 中原茂
天之白虎。中納言·檢非違使別當。
23歲。身高177cm。1月15日出生。A型。五行屬性：金。八卦：乾。自然：天。象徵物：秋櫻。
源泉水
聲 - 保志總一朗
天之玄武。式部大輔。
19歲。身高168cm。6月28日出生。A型。五行屬性：水。八卦：坎。自然：水。象徵物：水仙。
帝側八葉
平勝真
聲 - 關智一
地之青龍。文官（京職少進）。
20歲。身高182cm。4月18日出生。B型。五行屬性：木。八卦：震。自然：雷。象徵物：柳。
彰紋
聲 - 宮田幸季
地之朱雀。東宮。
16歲。身高164cm。3月4日出生。O型。五行屬性：土。八卦：坤。自然：地。象徵物：海棠。
翡翠
聲 - 井上和彥
地之白虎。海盜。立場中立但較偏帝側。
31歲。身高183cm。5月24日出生。B型。五行屬性：金。八卦：兌。自然：澤。象徵物：梔子。
安倍泰繼
聲 - 石田彰
地之玄武。陰陽師。立場中立但較偏帝側。
21歲。身高179cm。9月9日出生。AB型。五行屬性：土。八卦：艮。自然：山。象徵物：露草。

### 白龍神子相關角色（星之一族）
藤原紫
聲 - 大谷育江
10歲。身高135cm。6月10日出生。O型。象徵物：紫苑。
藤原深苑
聲 - 大谷育江
10歲。身高135cm。6月10日出生。O型。象徵物：紫苑。

### 黑龍神子相關角色
平千歲
聲 - 桑島法子
15歲。身高150cm。1月7日出生。B型。象徵物：芍藥
勝真的妹妹，被院認可的龍神神子。
和仁
聲 - 淺川悠
19歲。身高163cm。7月3日出生。A型。象徵物：孔雀的羽毛。
源時朝
聲 - 石井康嗣
35歲。身高193cm。11月16日出生。O型。無象徵物。

### 龍神相關角色
龍神
聲 - 石塚運昇
亞克拉姆
聲 - 置鮎龍太郎
26歲。身高182cm。12月4日出生。AB型。象徵物：蜘蛛。
席琳
聲 - 川村万梨阿
24歲。身高170cm。3月7日出生。B型。象徵物：薔薇。

## 發行
2001年9月28推出Windows版，2002年2月28日推出PlayStation 2版，2005年6月30日推出PlayStation Portable版。

### 跨媒體
《遙遠時空2〜白龍之神子〜》是改編自遊戲的原創動畫錄影帶（OVA），共分三集，由Koei於2003年3月26日（上集）、2004年1月28日（中集）、2005年2月2日（下集）所販賣。全集組合和下集同日發售，DVD BOX於2006年1月25日、普通版於2006年12月20日發售。
上集講述突然被召喚到異世界的女高中生·花梨。身處於一個沒人認識她，她也不了解的世界裡，連災難也一個接著一個降臨，終於，被孤獨與疲倦襲擊的她倒了下來。中集中，應該保護龍神神子的八葉們，怎麼也不打算作為八葉打算進行合作。在這節骨眼上，知道了自己身為龍神神子的花梨，因為一個自認為親切的行為引起了一場騷動。在下集，武士團的上級下達了暗殺花梨的命令給賴忠，於是將花梨帶了出去，要完成命令。
製作人員
- 企畫、製作 -
- 監督 -
- 角色設定 - 水野十子
- 角色設計 - 林明美
- 腳本 - 岡崎純子
- 動畫製作 -

CAST
- 高倉花梨（聲：川上倫子）
- 源賴忠（聲：三木眞一郎）
- 平勝真（聲：關智一）
- 伊里（聲：高橋直純）
- 彰紋（聲：宮田幸季）
- 藤原幸鷹（聲：中原茂）
- 翡翠（聲：井上和彦）
- 源泉水（聲：保志總一朗）
- 安倍泰繼（聲：石田彰）
- 藤原紫（聲：大谷育江）
- 藤原深苑（聲：大谷育江）
- 和仁（聲：淺川悠）
- 源時朝（聲：石井康嗣）
- 亞克拉姆（聲：置鮎龍太郎）
- 席琳（聲：川村万梨阿）
- 平千歲（聲：桑島法子）
- 龍神（聲：石塚運昇）